# Jean-Marie Zazzi
Jean-Marie Zazzi né en 1936 à Marseille est un peintre français.

## Biographie
Jean-Marie Zazzi naît en 1936 à Marseille.
De 1957 à 1960, il suit les cours du soir à l'École des beaux-arts de Marseille, notamment auprès de François Diana. En 1959, il est sélectionné pour le prix de la Ville de Marseille. En 1964, il est sélectionné pour le prix de la Ville de Cassis. En 1966, il est sélectionné pour le prix de la jeune peinture méditerranéenne à Nice.
Dans les années 1960 et 1970, il expose souvent Marseille, Ventabren, Aix-en-Provence, Toulon, Montpellier, Saint-Maximin, Nîmes, mais également à Autun, au Creusot et à Paris, à la galerie des Saints-Pères, et en Espagne, à Oviedo, Gijón et Avilés.
En 1978, il participe à la Foire internationale de Bari en Italie. La galerie Nègre à Marseille et la galerie des Saints-Pères à Paris notamment lui restent fidèles dans les années 1980. Il expose également régulièrement à Anduze, Sausset-les-Pins ainsi qu'au Cannet et à Cadenet, puis, ces dernières années, à la galerie 22, au Coustellet.
Il participe, en 1990, 1991 et 1998, à la Foire internationale de Stockholm en Suède. La BNP et l'École des beaux-arts de Paris lui achètent à cette époque-là des toiles pour leurs collections. En 1993, ses œuvres font partie de la sélection des « Découvertes de Charles Juliet », au Centre d'art contemporain de Lacoux.
En 2003, une exposition rétrospective a lieu au château de La Tour-d'Aigues. En septembre et octobre 2024, une grande exposition permet de voir ses toiles récentes à l'Abbaye de Silvacane (La Roque-d'Anthéron, Bouches-du-Rhône).
Jean-Marie Zazzi vit et travaille à Cadenet, dans le Vaucluse.

## Œuvre
La technique de Jean-Marie Zazzi a évolué au fil des années, mais, des gouaches sur papier et des huiles du début aux toiles de grand format plus récentes, elle répond à une même recherche. Les oliviers morts de l'hiver 1956-1957 et les paysages du début des années 1960, qu'il peint encore sur le motif, sont déjà très peu figuratifs. C'est au contraire une grande liberté graphique qui s'en dégage. Plusieurs voyages en Italie et la découverte de l'œuvre de Nicolas de Staël l'influencent dans sa façon d'exprimer la réalité. Il poursuit ainsi une « lente méditation sur les éléments du paysage » (André Alauzen). Les années 1970 voient des expérimentations concernant le support, à la recherche d'une matière plus présente, par le biais de collages peints ensuite à l'huile. « Les collages m'ont permis de retrouver le chemin des sensations » (Jean-Marie Zazzi). À travers une série de toiles consacrées à des « Signes », certains se transformant en « Oiseaux », d'autres prenant déjà la voie des paysages-peintures de la fin des années 1970, la vision du peintre s'affine.
Depuis les années 1980, Jean-Marie Zazzi cherche ainsi à restituer la vérité de la nature qui l'environne avec les moyens d'une peinture abstraite. Il se définit alors lui-même comme le peintre « des terres labourées […] du sable et des algues […] des mousses, des lichens, de la pierre ; de l'érosion de toutes choses […] de l'odeur des pluies […] ». Il n'y a aucun repère, ni visuel ni même d'échelle dans ses toiles. Les formes simples qui s'y reconnaissent d'emblée sont portées par une accumulation de peinture d'une grande variété de couleurs et de tons. Le souci de la matière est resté, mais désormais celle-ci est entièrement constituée de couches de peinture à l'huile, superposées et comme sculptées, dans la lignée d'Eugène Leroy, ou, pour l'inspiration de la nature, de Jean-Paul Riopelle, mais plus encore peut-être des "Matériologies" de Jean Dubuffet. Comme celles-ci, la peinture de Jean-Marie Zazzi n'est pas une peinture gestuelle. Ses toiles procèdent d'un long processus, au cours duquel les rapports entre le fond et la forme, les couleurs et leurs valeurs sont sans cesse nuancés. C'est d'abord une peinture sensuelle, loin de toute démarche intellectuelle. Les formats des toiles sont souvent très grands, mais la peinture elle-même garde un caractère intime et mystérieux. « Toiles denses et d'une grande retenue », elles semblent « la concrétion de ce qui, en nous, défie le temps et la mort » (Charles Juliet).

Œuvres de Jean-Marie Zazzi
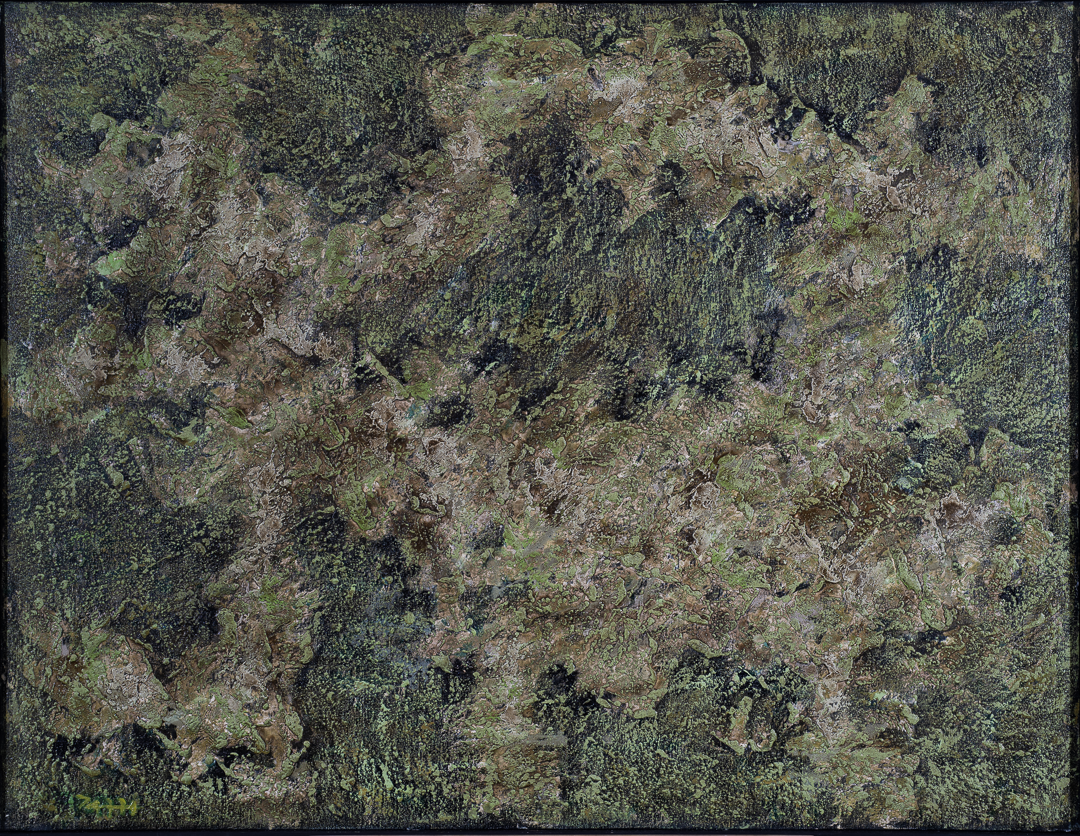
Peinture, collection personnelle de l'artiste.
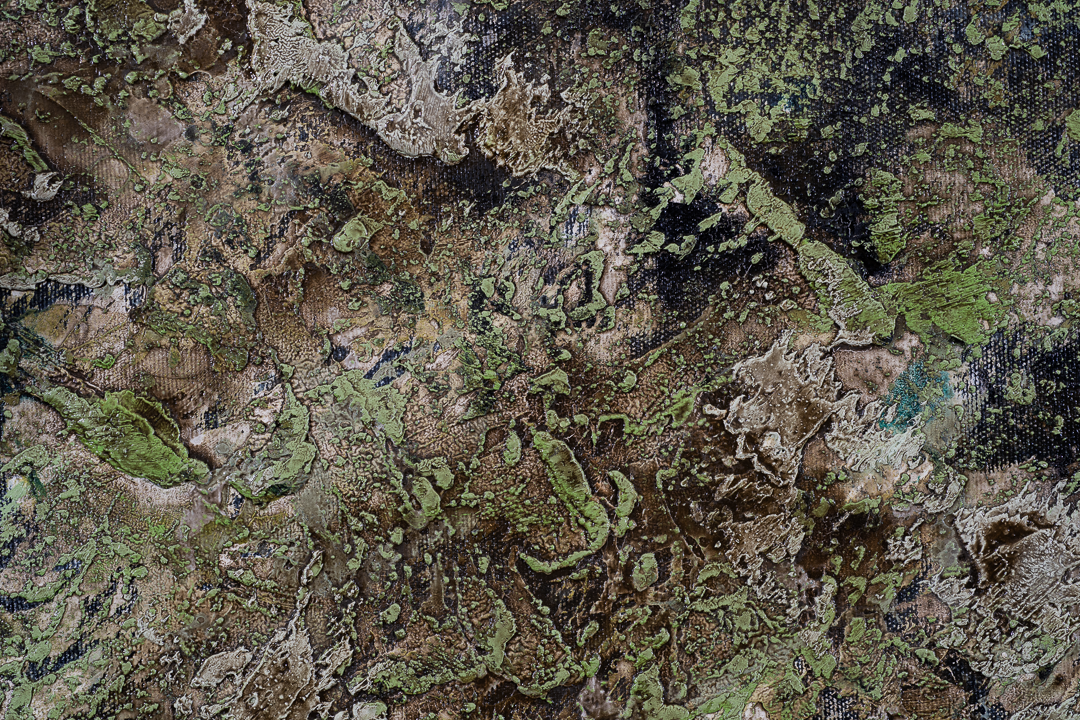
Peinture, détail, collection personnelle de l'artiste.
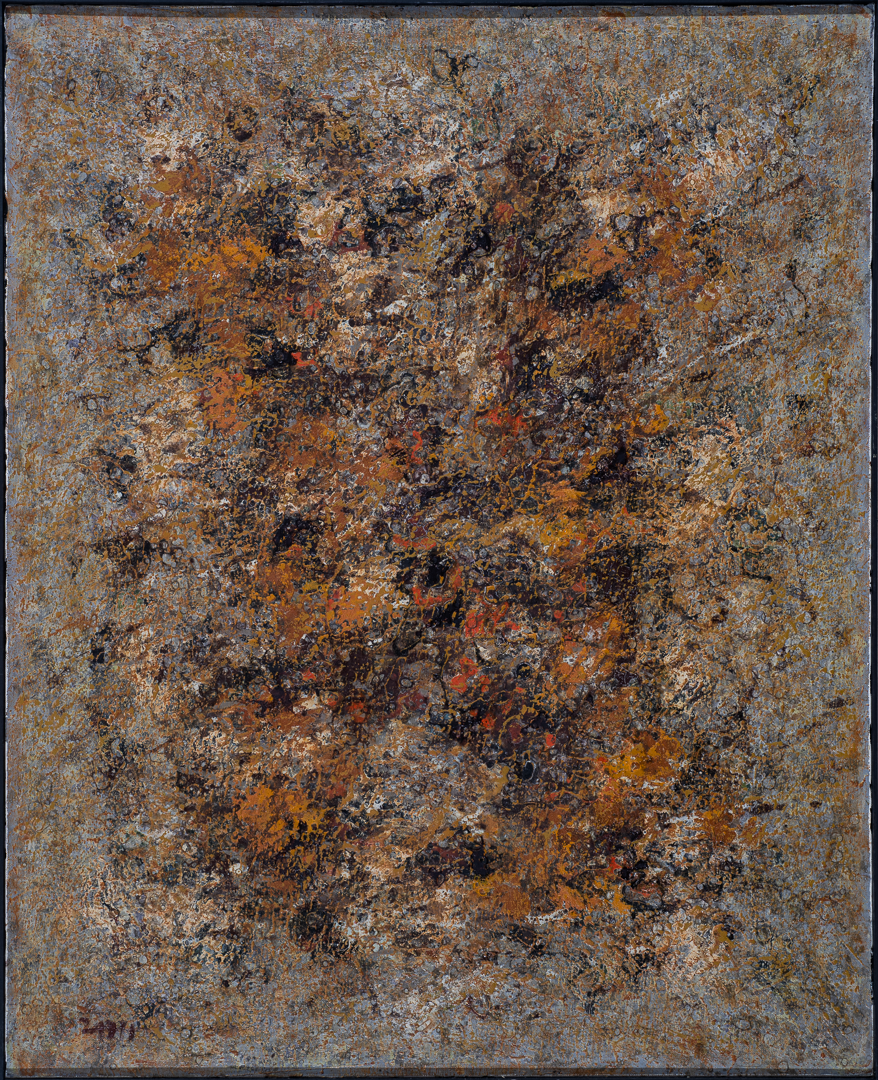
Peinture, collection personnelle de l'artiste.
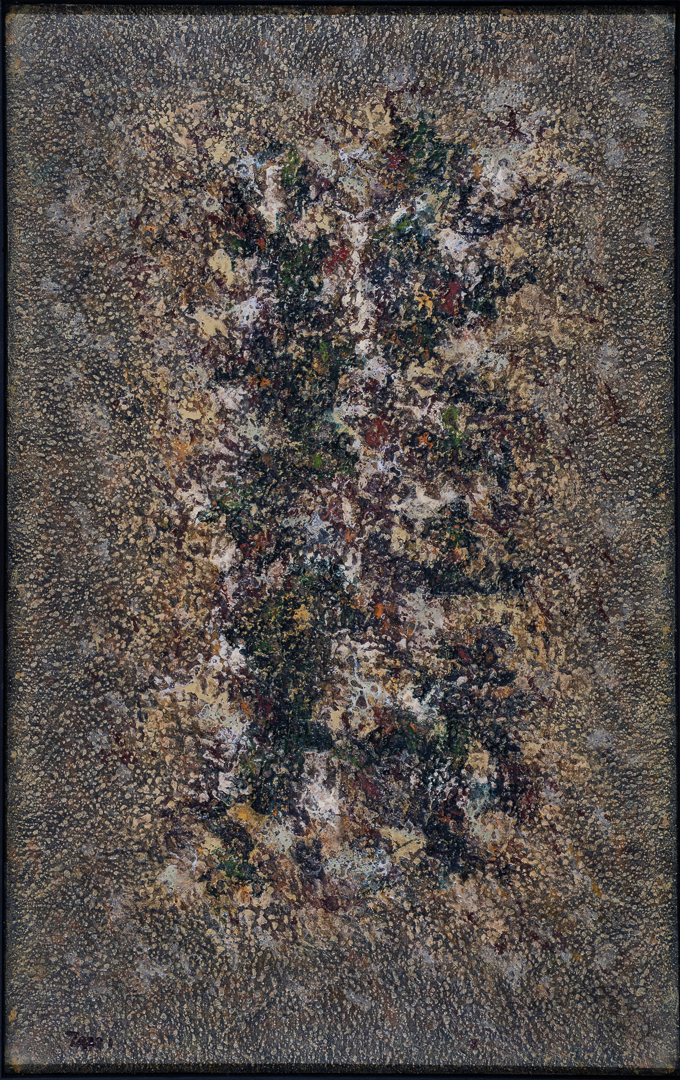
Peinture, collection personnelle de l'artiste.

## Collections publiques
- Marseille, artothèque Antonin-Artaud[10].